# Opatkowice Cysterskie
Opatkowice Cysterskie – wieś w Polsce położona w województwie świętokrzyskim, w powiecie jędrzejowskim, w gminie Imielno.
| SIMC    | Nazwa  | Rodzaj    |
| ------- | ------ | --------- |
| 0239764 | Gawron | część wsi |

Wieś duchowna Opatkowice Małe, własność Opactwa Cystersów w Mogile położona była w drugiej połowie XVI wieku w powiecie ksiąskim województwa krakowskiego.  W latach 1975–1998 miejscowość administracyjnie należała do województwa kieleckiego.

## Celtyckie znalezisko koło Jędrzejowa
Podczas budowy gazociągu natrafiono na ślady celtyckiej osady. Na stosunkowo niewielkim obszarze znaleziono ponad 200 obiektów archeologicznych. Wśród znalezisk jest m.in. grób popielnicowy sprzed około 4,5 tys. lat czy młodsze o ok. 500 lat pozostałości domostwa kultury mierzanowickiej. Największym odkryciem są jednak pozostałości osady celtyckiej z I w. p.n.e. Archeolodzy twierdzą, że to najdalej wysunięta na północ stała osada celtów w Małopolsce. Odkryto m.in. dwie półziemianki, ślady palenisk, gliniankę, z której wybierano glinę i dobrze zachowany piec do wypału wapna, a także kawałki malowanej ceramiki oraz resztki situli grafitowej, czyli naczynia, które zrobiono ze specjalnej gliny z dodatkiem grafitu.